# Riksväg 94
De Zweedse rijksweg 94 is een verbindingsweg tussen twee voornamelijk Zweedse Europese wegen, de E45 in het binnenland en de E4 langs de kust van de Botnische Golf. De weg is circa 154 kilometer lang.
Diverse delen van de weg hadden in het verleden andere nummers.

## Plaatsen langs de weg
- Luleå
- Antnäs
- Alvik
- Klöverträsk
- Pålsträsk
- Älvsbyn
- Korsträsk
- Vistträsk
- Lauker
- Arvidsjaur

## Knooppunten
- Riksväg 97: start gezamenlijk tracé in Luleå (begin)
- Riksväg 97: einde gezamenlijk tracé, E4: start gezamenlijk tracé, E10, bij Luleå
- E4: einde gezamenlijk tracé, bij Antnäs
- Länsväg 356: start gezamenlijk tracé
- Länsväg 356: einde gezamenlijk tracé, en Länsväg 374 bij Älvsbyn
- Riksväg 95 bij Arvidsjaur (einde)

Europese wegen:
E4 · E6 · E10 · E12 · E14 · E16 · E18 · E20 · E22 · E45 · E65
Riksvägar:
9 · 11 · 13 · 15 · 17 · 19 · 21 · 23 · 24 · 25 · 26 · 27 · 28 · 29 · 30 · 31 · 32 · 34 · 35 · 37 · 40 · 41 · 42 · 44 · 46 · 47 · 49 · 50 · 51 · 52 · 53 · 55 · 56 · 57 · 61 · 62 · 63 · 66 · 68 · 69 · 70 · 72 · 73 · 75 · 76 · 77 · 83 · 84 · 86 · 87 · 90 · 92 · 94 · 95 · 97 · 98 · 99